# Bataille de Mzayrib
Première guerre entre Fakhreddine II Maan et l'Empire ottoman
La bataille de Mzayrib est livrée en 1613 au mont liban pendant la première guerre qui oppose l'émir Fakhreddine II Maan à l'Empire ottoman. À la suite de la dégradation de leurs relations avec l'émir libanais, leur vassal, les autorités ottomanes entreprennent contre lui des opérations militaires afin d'abaisser sa puissance. Le pacha de Damas attaque en conséquence des tribus bédouines alliées de Fakhreddine. Ces dernières l'ayant appelé à l'aide, l'émir envoie à leur secours son fils Ali à la tête d'une armée de 4 000 hommes qui affronte les troupes du mustafa pacha non loin de Damas et les mettent en déroute.

## Sources
- Boutros Dib (dir.), Histoire du Liban : des origines au XXe siècle, Paris, Rey, 2006, 1006 p. (ISBN 978-2-848-76073-5)
- Jeanne Arcache, L'émir à la croix, Fakhreddine II Ma'an, librairie Plon, Paris, 1938